# Volosko
Koordinati:   45°21′00″N, 14°19′00″E
Volosko je manjše obmorsko istrsko ribiško in turistično naselje, ki leži v skrajnem severovzhodnem kotu istrskega polotoka v Kvarnerskem zalivu in je v novejši zgodovini postalo del mesta Opatije.
Jedro starega, tipično sredozemskega naselja leži okoli manjšega pristanišča Mandrač, novejši, modernejši del s hoteli in počitniškimi hišami pa se povezuje z okili 1 kilometer oddaljeno Opatijo. V starih listinah se kraj prvič omenja leta 1543. V naselju  stoji leta 1708 zgrajena baročna cerkev z dvema zvonikoma. Danes je kraj s sprehajalno potjo ob morski obali preko Opatije povezan z Lovranom. V preteklosti je bilo tu pristanišče naselja Kastav.

## Znane osebe povezane s krajem
- Andrija Mohorovičić (1857-1936), meteorolog in seizmolog
- Nela Eržišnik (1922-2007), igralka
- Franica Vrhunc (1881-1964), redovnica
- Konrad Janežič (1867-1945), pravnik
- Ivan (Giovanni) Minak (1793-1866), ladjedelec in lastnik ladij
- Jože Gregorčič, narodni heroj (1903-1942)